# Florian Loshaj
Florian Loshaj (Skënderaj, 13 agosto 1996) è un calciatore kosovaro, centrocampista dell'İstanbulspor e della nazionale kosovara.

## Biografia
Loshaj è nato a Skënderaj, all'epoca parte della Jugoslavia, da genitori albanesi kosovari.

## Carriera

### Club
Loshaj ha iniziato la sua carriera nelle giovanili della squadra belga del Genk. Il 1º febbraio 2016, si è trasferito alla squadra olandese dell'MVV. L'11 aprile 2016, Loshaj ha debuttato con l'MVV in una partita di Eerste Divisie contro il Fortuna Sittard, dopo essere subentrato al 90º minuto, al posto di Jordy Croux.
Il 23 giugno 2019, Loshaj è stato acquistato dal FC Politehnica Iași, formazione della massima serie rumena, firmando un contratto triennale. Il 13 luglio 2019, ha fatto il suo debutto contro il CFR Cluj partendo come titolare, e ha segnato l'unica rete per la sua squadra nella partita terminata 1-1 in trasferta.
Il 15 gennaio 2020, Loshaj viene acquistato dal KS Cracovia, formazione della massima serie polacca, firmando un contratto triennale. Il 7 febbraio 2020, ha fatto il suo debutto nella vittoria per 0-1 in trasferta contro l'Arka Gdynia, dopo essere stato inserito come titolare nella formazione.

### Nazionale
Il 29 agosto 2017, Loshaj ha ricevuto una convocazione dalla nazionale Under-21 per le partite valide per le qualificazioni al campionato europeo di calcio Under-21 2019 contro i pari età di Norvegia e Germania. Il 1º settembre 2017, ha fatto il suo debutto con l'Under-21 contro la Norvegia, entrando al 59º minuto al posto di Kamer Krasniqi.
Il 24 dicembre 2019, Loshaj ha ricevuto una convocazione dalla nazionale maggiore per l'amichevole contro la Svezia, partendo da titolare.

## Statistiche

### Presenze e reti nei club
Statistiche aggiornate al 10 novembre 2021.
| Stagione           | Squadra             | Campionato         | Campionato | Campionato | Coppe nazionali | Coppe nazionali | Coppe nazionali | Coppe continentali | Coppe continentali | Coppe continentali | Altre coppe | Altre coppe | Altre coppe | Totale | Totale |
| Stagione           | Squadra             | Comp               | Pres       | Reti       | Comp            | Pres            | Reti            | Comp               | Pres               | Reti               | Comp        | Pres        | Reti        | Pres   | Reti   |
| ------------------ | ------------------- | ------------------ | ---------- | ---------- | --------------- | --------------- | --------------- | ------------------ | ------------------ | ------------------ | ----------- | ----------- | ----------- | ------ | ------ |
| feb.-mag. 2016     | MVV                 | 1D                 | 4          | 0          |                 | -               | -               |                    | -                  | -                  |             | -           | -           | 4      | 0      |
| 2016-2017          | MVV                 | 1D                 | 24         | 1          | CO              | 1               | 0               |                    | -                  | -                  |             | -           | -           | 25     | 1      |
| 2017-2018          | MVV                 | 1D                 | 23         | 1          | CO              | 1               | 0               |                    | -                  | -                  |             | -           | -           | 24     | 1      |
| Totale MVV         | Totale MVV          | Totale MVV         | 51         | 2          |                 | 2               | 0               |                    | -                  | -                  |             | -           | -           | 53     | 2      |
| gen.-mag. 2019     | Roda JC             | 1D                 | 9          | 0          |                 | -               | -               |                    | -                  | -                  |             | -           | -           | 9      | 0      |
| 2019-gen. 2020     | FC Politehnica Iași | L1                 | 19         | 3          | CR              | 2               | 0               |                    | -                  | -                  |             | -           | -           | 21     | 3      |
| gen.-lug. 2020     | KS Cracovia         | EK                 | 12         | 0          | CP              | 2               | 0               |                    | -                  | -                  |             | -           | -           | 14     | 0      |
| 2020-2021          | KS Cracovia         | EK                 | 23         | 2          | CP              | 4               | 0               | UEL                | 1                  | 0                  |             | -           | -           | 28     | 2      |
| 2021-2022          | KS Cracovia         | EK                 | 12         | 0          | CP              | 1               | 0               |                    | -                  | -                  |             | -           | -           | 13     | 0      |
| Totale KS Cracovia | Totale KS Cracovia  | Totale KS Cracovia | 47         | 2          |                 | 7               | 0               |                    | 1                  | 0                  |             | -           | -           | 55     | 2      |
| Totale carriera    | Totale carriera     | Totale carriera    | 126        | 7          |                 | 11              | 0               |                    | 1                  | 0                  |             | -           | -           | 138    | 7      |

### Cronologia presenze e reti in nazionale
| Cronologia completa delle presenze e delle reti in nazionale ― Kosovo | Cronologia completa delle presenze e delle reti in nazionale ― Kosovo | Cronologia completa delle presenze e delle reti in nazionale ― Kosovo | Cronologia completa delle presenze e delle reti in nazionale ― Kosovo | Cronologia completa delle presenze e delle reti in nazionale ― Kosovo | Cronologia completa delle presenze e delle reti in nazionale ― Kosovo | Cronologia completa delle presenze e delle reti in nazionale ― Kosovo | Cronologia completa delle presenze e delle reti in nazionale ― Kosovo |
| Data                                                                  | Città                                                                 | In casa                                                               | Risultato                                                             | Ospiti                                                                | Competizione                                                          | Reti                                                                  | Note                                                                  |
| --------------------------------------------------------------------- | --------------------------------------------------------------------- | --------------------------------------------------------------------- | --------------------------------------------------------------------- | --------------------------------------------------------------------- | --------------------------------------------------------------------- | --------------------------------------------------------------------- | --------------------------------------------------------------------- |
| 12-1-2020                                                             | Doha                                                                  | Svezia                                                                | 1 – 0                                                                 | Kosovo                                                                | Amichevole                                                            | -                                                                     | 33’                                                                   |
| 14-10-2020                                                            | Amarousio                                                             | Grecia                                                                | 0 – 0                                                                 | Kosovo                                                                | UEFA Nations League 2020-2021 - 1º turno                              | -                                                                     | 34’                                                                   |
| 8-6-2021                                                              | Manavgat                                                              | Kosovo                                                                | 1 – 2                                                                 | Guinea                                                                | Amichevole                                                            | -                                                                     |                                                                       |
| 11-6-2021                                                             | Manavgat                                                              | Kosovo                                                                | 1 – 0                                                                 | Gambia                                                                | Amichevole                                                            | -                                                                     | cap. 88’                                                              |
| 2-9-2021                                                              | Batumi                                                                | Georgia                                                               | 0 – 1                                                                 | Kosovo                                                                | Qual. Mondiali 2022                                                   | -                                                                     | 68’                                                                   |
| 5-9-2021                                                              | Pristina                                                              | Kosovo                                                                | 1 – 1                                                                 | Grecia                                                                | Qual. Mondiali 2022                                                   | -                                                                     | 78’                                                                   |
| 8-9-2021                                                              | Pristina                                                              | Kosovo                                                                | 0 – 2                                                                 | Spagna                                                                | Qual. Mondiali 2022                                                   | -                                                                     |                                                                       |
| 9-10-2021                                                             | Solna                                                                 | Svezia                                                                | 3 – 0                                                                 | Kosovo                                                                | Qual. Mondiali 2022                                                   | -                                                                     | 32’ 87’                                                               |
| 12-10-2021                                                            | Pristina                                                              | Kosovo                                                                | 1 – 2                                                                 | Georgia                                                               | Qual. Mondiali 2022                                                   | -                                                                     | 74’                                                                   |
| 10-11-2021                                                            | Pristina                                                              | Kosovo                                                                | 0 – 2                                                                 | Giordania                                                             | Amichevole                                                            | -                                                                     | 56’                                                                   |
| 14-11-2021                                                            | Amarousio                                                             | Grecia                                                                | 1 – 1                                                                 | Kosovo                                                                | Qual. Mondiali 2022                                                   | -                                                                     | 46’                                                                   |
| 24-3-2022                                                             | Pristina                                                              | Kosovo                                                                | 5 – 0                                                                 | Burkina Faso                                                          | Amichevole                                                            | -                                                                     | 78’                                                                   |
| 29-3-2022                                                             | Zurigo                                                                | Svizzera                                                              | 1 – 1                                                                 | Kosovo                                                                | Amichevole                                                            | -                                                                     | 75’                                                                   |
| 2-6-2022                                                              | Larnaca                                                               | Cipro                                                                 | 0 – 2                                                                 | Kosovo                                                                | UEFA Nations League 2022-2023 - 1º turno                              | -                                                                     | 70’ 80’                                                               |
| 5-6-2022                                                              | Pristina                                                              | Kosovo                                                                | 0 – 1                                                                 | Grecia                                                                | UEFA Nations League 2022-2023 - 1º turno                              | -                                                                     | 65’                                                                   |
| 12-6-2022                                                             | Volo                                                                  | Grecia                                                                | 2 – 0                                                                 | Kosovo                                                                | UEFA Nations League 2022-2023 - 1º turno                              | -                                                                     | 46’                                                                   |
| 24-9-2022                                                             | Belfast                                                               | Irlanda del Nord                                                      | 2 – 1                                                                 | Kosovo                                                                | UEFA Nations League 2022-2023 - 1º turno                              | -                                                                     | 78’                                                                   |
| 19-6-2023                                                             | Budapest                                                              | Bielorussia                                                           | 2 – 1                                                                 | Kosovo                                                                | Qual. Euro 2024                                                       | -                                                                     | 79’                                                                   |
| 9-9-2023                                                              | Pristina                                                              | Kosovo                                                                | 2 – 2                                                                 | Svizzera                                                              | Qual. Euro 2024                                                       | -                                                                     | 42’ 68’                                                               |
| 12-9-2023                                                             | Bucarest                                                              | Romania                                                               | 2 – 0                                                                 | Kosovo                                                                | Qual. Euro 2024                                                       | -                                                                     | 59’                                                                   |
| 12-10-2023                                                            | Andorra la Vella                                                      | Andorra                                                               | 0 – 3                                                                 | Kosovo                                                                | Qual. Euro 2024                                                       | -                                                                     | 46’                                                                   |
| 12-11-2023                                                            | Pristina                                                              | Kosovo                                                                | 1 – 0                                                                 | Israele                                                               | Qual. Euro 2024                                                       | -                                                                     | 46’                                                                   |
| 22-3-2024                                                             | Erevan                                                                | Armenia                                                               | 0 – 1                                                                 | Kosovo                                                                | Amichevole                                                            | -                                                                     | 85’                                                                   |
| 26-3-2024                                                             | Budapest                                                              | Ungheria                                                              | 2 – 0                                                                 | Kosovo                                                                | Amichevole                                                            | -                                                                     | 83’                                                                   |
| Totale                                                                |                                                                       | Presenze                                                              | 24                                                                    |                                                                       | Reti                                                                  | 0                                                                     |                                                                       |

## Palmarès

### Club

#### Competizioni nazionali
- Coppa di Polonia: 1

KS Cracovia: 2019-2020